# (35439) 1998 BK25
1998 BK25 (asteroide 35439) é um asteroide da cintura principal. Possui uma excentricidade de 0.14612020 e uma inclinação de 6.60455º.
Este asteroide foi descoberto no dia 28 de janeiro de 1998 por Takao Kobayashi em Oizumi.